# Flugplatz Kirchzarten
Het Vliegveld Kirchzarten (Duits: Segelfluggelände Kirchzarten) (nabij Freiburg im Breisgau) is een Duits vliegveld bedoeld voor zweefvliegtuigen. Het werd in 1976 tussen de steden Kirchzarten en Oberried door de Breisgauverein für Segelflug opgericht, als vliegveld om te leren vliegen. Inmiddels worden er ook langere vluchten vanuit Kirchzarten gemaakt. De Breisgauverein für Segelflug is verantwoordelijk voor het het operationele vliegbedrijf.
De vliegoperaties worden uitgevoerd op zaterdag en zondag van 10 uur t/m 18 uur.